# Rottingdean
Rottingdean – wieś i civil parish w Anglii, w East Sussex, w dystrykcie (unitary authority) Brighton and Hove. W 2011 roku civil parish liczyła 3229 mieszkańców. Rottingdean jest wspomniana w Domesday Book (1086) jako Rotingedene.